# Ferrisurite
La ferrisurite (simbolo IMA: Fsur) è un minerale molto raro appartenente alla classe minerale dei "silicati e germanati" con la composizione chimica Pb2,4Fe3+2(Si4O10)(CO3)1,7(OH)3 • n(H2O).
Strutturalmente appartiene ai fillosilicati.

## Etimologia e storia
La ferrisurite deve il suo nome al fatto di essere l'analogo del ferro trivalente (Fe3+) della surite.

## Classificazione
Nella nona edizione della sistematica dei minerali di Strunz, aggiornata dall'Associazione Mineralogica Internazionale (IMA) fino al 2009, la ferrisurite è elencata nella classe "9. Silicati (germanati)" e da lì nella sottoclasse "9.E Fillosilicati"; questa è ulteriormente suddivisa in base alla struttura del minerale in modo tale che la ferrisurite possa essere trovata nella sezione "9.EC Fillosilicati con fogli di mica, composti di reti di tetraedri e ottaedri" insieme a surite, hanjiangite e niksergievite, con le quali forma il sistema nº 9.EC.75.
Tale classificazione viene mantenuta anche nell'edizione successiva, proseguita dal database "mindat.org", chiamata anche Classificazione Strunz-mindat.
Nella Sistematica dei lapis (Lapis-Systematik) di Stefan Weiß la ferrisurite è elencata nella classe dei "silicati" e da lì nella sottoclasse dei "silicati stratificati"; qui la ferrisurite è nella sottosezione dei "silicati stratificati simili alla mica con gruppi [Si4O10]4 e strutture correlate" dove forma il sistema nº VIII/H.24 insieme a britvinite, molibdofillite, roymillerite, niksergievite e surite.
Anche la classificazione dei minerali secondo Dana, usata principalmente nel mondo anglosassone, elenca la ferrisurite nella classe dei "fillosilicati" e nel gruppo dei "fillosilicati: fogli di anelli a 6 elementi con strati 2:1", dove forma il sistema nº 71.2.4 insieme alla surite.

## Abito cristallino
La ferrisurite cristallizza nel sistema monoclino nel gruppo spaziale P21 (gruppo nº 4) oppure P21/m (gruppo nº 10) con i parametri reticolari a = 5,24 Å, b = 9,07 Å, c = 16,23 Å e β = 90,03°, oltre a 2 unità di formula per cella unitaria.

## Origine e giacitura
La ferrisurite è stata trovata nei depositi di piombo ossidato a contatto con calcare impuro metamorfizzato o come prodotto di ossidazione di silicati prossimi alla galena; la si trova associata a galena, pirite, calcopirite, covellite, calcocite, quarzo, calcite, ematite, cerussite, mimetite, wulfenite e malachite.
La ferrisurite è un minerale molto raro ed è stata rinvenuta in pochissimi siti: a Forni Avoltri (Friuli-Venezia Giulia, Italia); a Castres (Occitania, Francia); a Wanlockhead (nel Dumfries e Galloway, Scozia); negli Stati Uniti la ferrisurite è stata trovata nel distretto minerario di "Ubehebe" nella contea di Inyo (California), che è la località tipo del minerale, Zzyzx (contea di San Bernardino, California) e nel distretto minerario della "Red Mountain" (contea di Esmeralda, Nevada).